# Campeonato Mundial de Patinaje de Velocidad sobre Hielo en Distancia Individual de 1999
El IV Campeonato Mundial de Patinaje de Velocidad sobre Hielo en Distancia Individual se celebró en Heerenveen (Países Bajos) entre el 12 y el 14 de marzo de 1999 bajo la organización de la Unión Internacional de Patinaje sobre Hielo (ISU) y la Real Federación Neerlandesa de Patinaje sobre Hielo.
Las competiciones se realizaron en el estadio Thialf de la ciudad neerlandesa.

## Medallistas

### Masculino
| Evento   | Oro                                   | Plata                                    | Bronce                                       |
| -------- | ------------------------------------- | ---------------------------------------- | -------------------------------------------- |
| 500 m    | Hiroyasu Shimizu Japón 70,69 s        | Erben Wennemars · Países Bajos · 71,38 s | Jakko Jan Leeuwangh · Países Bajos · 71,63 s |
| 1000 m   | Jan Bos · Países Bajos · 1:10,41      | Hiroyasu Shimizu Japón 1:10,75           | Jakko Jan Leeuwangh · Países Bajos · 1:10,79 |
| 1500 m   | Ids Postma · Países Bajos · 1:47,92   | Ådne Søndrål · Noruega · 1:48,25         | Rintje Ritsma · Países Bajos · 1:49,28       |
| 5000 m   | Gianni Romme · Países Bajos · 6:29,39 | Bart Veldkamp · Bélgica · 6:29,75        | Bob de Jong · Países Bajos · 6:29,88         |
| 10 000 m | Bob de Jong · Países Bajos · 13:26,61 | Gianni Romme · Países Bajos · 13:29,83   | Frank Dittrich · Alemania · 13:30,22         |

### Femenino
| Evento | Oro                                           | Plata                                                                 | Bronce                                                            |
| ------ | --------------------------------------------- | --------------------------------------------------------------------- | ----------------------------------------------------------------- |
| 500 m  | Catriona Le May Doan · Canadá · 76,87 s       | Svetlana Zhurova · Rusia · 76,93 s                                    | Tomomi Okazaki · Japón · Marianne Timmer · Países Bajos · 77,26 s |
| 1000 m | Marianne Timmer · Países Bajos · 1:16,21      | Monique Garbrecht · Alemania · 1:16,75                                | Catriona Le May Doan · Canadá · 1:16,97                           |
| 1500 m | Emese Hunyady · Austria · 1:58,29             | Gunda Niemann-Stirnemann · Alemania · 1:58,43                         | Tonny de Jong · Países Bajos · 1:59,17                            |
| 3000 m | Gunda Niemann-Stirnemann · Alemania · 4:04,88 | Tonny de Jong · Países Bajos · Claudia Pechstein · Alemania · 4:07,49 | —                                                                 |
| 5000 m | Gunda Niemann-Stirnemann · Alemania · 7:01,88 | Claudia Pechstein · Alemania · 7:04,24                                | Tonny de Jong · Países Bajos · 7:05,16                            |

## Medallero
| Núm. | País         | Oro | Plata | Bronce | Total |
| ---- | ------------ | --- | ----- | ------ | ----- |
| 1    | Países Bajos | 5   | 3     | 7      | 15    |
| 2    | Alemania     | 2   | 4     | 1      | 7     |
| 3    | Japón        | 1   | 1     | 1      | 3     |
| 4    | Canadá       | 1   | 0     | 1      | 2     |
| 5    | Austria      | 1   | 0     | 0      | 1     |
| 6    | Bélgica      | 0   | 1     | 0      | 1     |
| 6    | Noruega      | 0   | 1     | 0      | 1     |
| 6    | Rusia        | 0   | 1     | 0      | 1     |
|      | TOTAL        | 10  | 11    | 10     | 31    |